# Glyn Watts
Glynn Robin „Glyn” Watts (ur. 16 marca 1949 w Londynie) – brytyjski łyżwiarz figurowy, startujący w parach tanecznych z Hilary Green. Uczestnik igrzysk olimpijskich w Innsbrucku (1976), wicemistrz świata (1974), dwukrotny wicemistrz Europy (1974, 1975) oraz mistrz Wielkiej Brytanii (1976).
W 1973 roku Green i Watts zostali zwycięzcami pierwszych, inauguracyjnych zawodów Skate Canada International.

## Osiągnięcia
Z Hilary Green
| Zawody                        | 69–70          | 70–71          | 71–72          | 72–73          | 73–74          | 74–75          | 75–76          |                |                |                |                |                |                |                |                |                |                |
| Międzynarodowe                | Międzynarodowe | Międzynarodowe | Międzynarodowe | Międzynarodowe | Międzynarodowe | Międzynarodowe | Międzynarodowe | Międzynarodowe | Międzynarodowe | Międzynarodowe | Międzynarodowe | Międzynarodowe | Międzynarodowe | Międzynarodowe | Międzynarodowe | Międzynarodowe | Międzynarodowe |
| ----------------------------- | -------------- | -------------- | -------------- | -------------- | -------------- | -------------- | -------------- | -------------- | -------------- | -------------- | -------------- | -------------- | -------------- | -------------- | -------------- | -------------- | -------------- |
| Igrzyska olimpijskie          |                |                |                |                |                |                | 7              |                |                |                |                |                |                |                |                |                |                |
| Mistrzostwa świata            |                | 7              | 6              | 3              | 2              | 3              |                |                |                |                |                |                |                |                |                |                |                |
| Mistrzostwa Europy            | 7              | 7              | 4              | 3              | 2              | 2              | 5              |                |                |                |                |                |                |                |                |                |                |
| Skate Canada International    |                |                |                |                | 1              |                |                |                |                |                |                |                |                |                |                |                |                |
| Krajowe                       |                |                |                |                |                |                |                |                |                |                |                |                |                |                |                |                |                |
| Mistrzostwa Wielkiej Brytanii |                |                |                | 3              | 2              | 2              | 1              |                |                |                |                |                |                |                |                |                |                |